# Jean Aicardi
Pour les articles homonymes, voir Aicardi.
Jean Aicardi, né le 8 novembre 1926 à Rambouillet et mort le 3 août 2015 à Paris (12e arrondissement),, est un médecin, pionnier de la neuropédiatrie en France qui a décrit le syndrome d'Aicardi en 1969 et le syndrome d'Aicardi-Goutières en 1984.

## Biographie
Fils d'un officier de marine et septième enfant d'une famille de neuf, il fait des études de lettres classiques au lycée Hoche à Versailles. Étudiant à la faculté de médecine de Paris en 1945, reçu interne des hôpitaux de Paris en 1951 où il est élève du Pr Robert Debré à l'hôpital des enfants malades et du Pr Raymond Garcin à l'hôpital de la Salpêtrière. Docteur de la Faculté de médecine de Paris en 1955 ; il soutient  sa thèse sur les convulsions lors de la première année de la vie. 
Il part alors aux États-Unis de 1955 à 1956 au Boston Children's Hospital et à la Harvard Medical School. Rentré en France aux Enfants-Malades, il est nommé chef de clinique en 1957 puis médecin assistant des hôpitaux en 1961. Il se marie en 1958 avec Jeanne Couturier. Ils n'auront pas d'enfant. 
Attaché médical dans le service du Pr Fevre jusqu'en 1964, puis collaborateur du Pr Stéphane Thieffry à l'hôpital Saint-Vincent-de-Paul jusqu'au départ de celui-ci en 1979, il y développera la neuropédiatrie. N'ayant pas été nommé médecin des hôpitaux, il est maître de recherche à l'INSERM en 1969 puis directeur de recherche en 1986. Spécialiste de l'épilepsie, Il publie de nombreux articles en français, anglais ou espagnol. En 1979 il revient à l’hôpital des Enfants malades pour mette au point une unité de neurologie pédiatrique dans le service du Pr Jean Frézal, jusqu'au jour de ses 65 ans où il est obligé d'abandonner la France.
Il part alors à Londres, où il est nommé Honorary Professor à l'Institute of Child Health et Honorary Consultant à Great Ormond Street. Il revient alors à Paris à l’hôpital Robert-Debré. Il a été membre de la Société Européenne de neurologie pédiatrique, de l'European society of Child Neurology puis de l'International Child Neurology Association dont il a été le président. Il a écrit plusieurs ouvrages reconnus dans le monde entier : Diseases of the nervous system in chilhood et Epilepsy in children. Il est rédacteur en chef et fondateur du journal Epileptic Disorders (1994-2004). Son travail de clinicien et de chercheur, internationalement reconnu, a été récompensé par l'attribution de nombreuses distinctions honorifiques.

## Distinctions
- : Chevalier de l'ordre de la Légion d'honneur (14 juillet 2009)[4]